# Gazdasági Együttműködési és Fejlesztési Szervezet
A Gazdasági Együttműködési és Fejlesztési Szervezet (angolul Organisation for Economic Co-operation and Development, OECD) párizsi székhelyű nemzetközi gazdasági szervezet. Magyarország 1996 óta a tagja.
Az OECD globális szervezet, melynek célja az, hogy segítse a tagállamok kormányait a lehető legjobb gazdasági és szociális politika kialakításában és értékelésében. Jogelődje 1948-ban alakult meg egy meghatározott feladat, a Marshall-terv kivitelezésére Európai Gazdasági Együttműködési Szervezet (OEEC) névvel. A Marshall-terv célja az volt, hogy talpra állítsa a második világháborús pusztítások után Európát, az európai országok gazdaságát. Az 1950-es évek végére úgy tűnt, hogy a Marshall-terv – és ezzel a szervezet – be is töltötte feladatát. A tagországok azonban felismerték, hogy az európai gazdasági és társadalmi struktúrák másfél évtizedes újjászervezése révén hatalmas tudás és szakértelem halmozódott fel, mely további hasznosításra és továbbfejlesztésre érdemes. Így került sor az OECD megalakítására 1961-ben, tizennyolc európai ország, valamint az Amerikai Egyesült Államok és Kanada részvételével Párizsban. Új neve a Gazdasági Együttműködési és Fejlesztési Szervezet lett. A szervezethez később csatlakozott Új-Zéland, Ausztrália és Japán is.

## Céljai
- Fő célja a tagállamok gazdasági, kereskedelmi és pénzügyi tevékenységének összehangolása.

## Felépítése

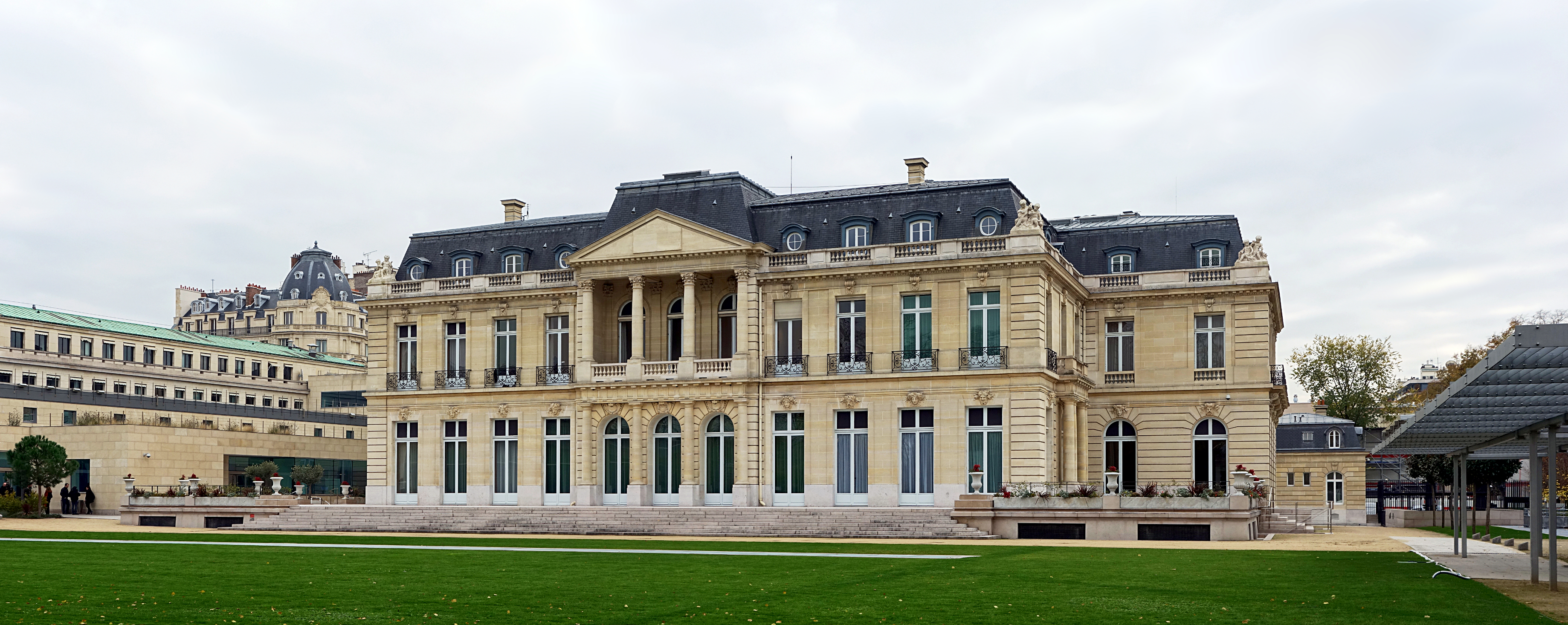
A párizsi Château de la Muette az OECD székhelye

Az OECD 3 fő szervezeti egységből áll: 
- A Tanács (Council) (tagjai a tagországok, amelyeket a nagykövetek által vezetett delegációk képviselnek).
- A Titkárság, amelyet a főtitkár (jelenleg Angel Gurria) vezet. A titkárság igazgatóságokra oszlik. Munkatársainak száma mintegy 2500.
- Bizottságok

### A Titkárság
- Centre for Entrepreneurship, SMEs and Local Development
- Centre for Tax Policy and Administration
- Development Co-operation Directorate
- Directorate for Education
- Directorate for Employment, Labour and Social Affairs
- Directorate for Financial and Enterprise Affairs
- Directorate for Science, Technology and Industry
- Economics Department
- Environment Directorate
- Public Governance and Territorial Development Directorate
- Statistics Directorate
- Trade and Agriculture Directorate

### Főtitkárság
- Centre for Co-operation with Non-Members
- International Futures Programme
- Directorate for Legal Affairs
- Office of the Auditor-General

### Végrehajtó igazgatóság
- Human Resources Management
- Procurement and Contract Management

### Közös ügyek és imunication
- Media relations Médiakapcsolatok
- Public Affairs Közügyek
- Publishing Nyomtatványok
- OECD Centres in: Berlin, Tokyo, Mexico, Washington OECD központok: Berlin, Tokió, Mexikóváros, Washington

### Egyéb szervek
- Centre for Educational Research and Innovation
- European Conference of Ministers of Transport
- Development Centre
- Sahel and West Africa Club
- International Energy Agency
- Nuclear Energy Agency

### Bizottságok
Az OECD keretein belül mintegy 200 bizottság, munkacsoport és szakértői csoport működik.

## Tagállamai
| - Amerikai Egyesült Államok - Ausztrália (1971) - Ausztria - Belgium - Chile (2010) - Costa Rica (2021) - Csehország (1995) - Dánia - Dél-Korea (1996) - Egyesült Királyság - Észtország (2010) - Finnország (1969) - Franciaország | - Görögország - Hollandia - Írország - Izland - Izrael (2010) - Japán (1964) - Kanada - Kolumbia (2020) - Lettország (2016) - Litvánia (2018) - Lengyelország (1996) - Luxemburg - Magyarország (1996) | - Mexikó (1994) - Németország - Norvégia - Olaszország - Portugália - Spanyolország - Svájc - Svédország - Szlovákia (2000) - Szlovénia (2010) - Törökország - Új-Zéland (1973) |

Tagállamok
Tagjelölt országok
Partnerek a fokozott együttműködés érdekében

Az Európai Bizottság részt vesz az OECD munkájában, akárcsak az Európai Unió tagállamai.

## Kiadványai

### OECD könyvek
Az OECD évi 300- 500 kiadványából a legjelentősebbek: 
- OECD Economic Outlook, évente kétszer jelenik meg.
- Main Economic Indicators, havonta megjelenik; tartalmazza friss statisztikákat.
- The OECD Factbook Archiválva 2016. január 25-i dátummal a Wayback Machine-ben, évkönyv.
- statisztika, évkönyv.
- OECD Observer, díjnyertes magazin; évente 6 száma jelenik meg.
- OECD Communications Outlook és OECD Information Technology Outlook, amelyek évente rotációs rendszerben váltakoznak.
- OECD:Modernising Government: The Way Forward Angol és francia nyelven 2005-ben megjelent kötet a közigazgatás és a kormányzás átalakításáról, amelyet a világ legjelentősebb közigazgatás-tudományi szaklapja, az International Review of Administrative Sciences a világ öt vezető közigazgatás-tudósa által írt hozzászólás, recenzió útján ismertetett. Ez a szokatlan figyelem a könyvben írtak jelentőségének szólt. A kötet spanyol, japán, koreai, illetőleg 2009-ben magyar nyelven is megjelent.

### Összeállítás az "adóparadicsomokról"
Az OECD időszakonként közzéteszi azon államoknak a feketelistáját (OECD List of Uncooperative Tax Havens), amelyek nem hajlandók együttműködni adórendszerük átláthatóvá tétele és az adóügyi információcsere érdekében.
- 2004. március: Andorra, Libéria, Liechtenstein, Marshall-szigetek, Monaco
- 2002. április: Andorra, Libéria, Liechtenstein, Marshall-szigetek, Monaco, Nauru, Vanuatu
- 2000. június: Amerikai Virgin-szigetek, Anguilla, Andorra, Antigua és Barbuda, Aruba, Bahrein, Barbados, Belize, Brit Virgin-szigetek, Cook-szigetek, Curaçao, Dominikai Közösség, Gibraltár, Grenada, Guernsey/Sark/Alderney, Jersey, Libéria, Liechtenstein, Maldív-szigetek, Marshall-szigetek, Monaco, Montserrat, Nauru, Niue, Panama, Saint Kitts és Nevis, Saint Lucia, Saint Vincent és a Grenadine-szigetek, Seychelle-szigetek, Szamoa, Tonga, Turks- és Caicos-szigetek, Vanuatu

### OECD kötetek magyar nyelven
- OECD: Hogyan korszerűsítsük a közigazgatást? A követendő út. Szerkesztő-lektor: Lőrincz Lajos. A kötetet fordította: Kincses László-Koi Gyula. Az eredetiben nem szereplő, a kötet angol és francia kiadására vonatkozó (az egyéb idegen nyelvű változatokban nem szereplő) tanulmányokat fordította: Linder Viktória. A mutatókat készítette, és technikai szerkesztőként közreműködött: Koi Gyula. Budapest, 2009. 291. OECD-MTA Jogtudományi Intézete.

## Táblázatok

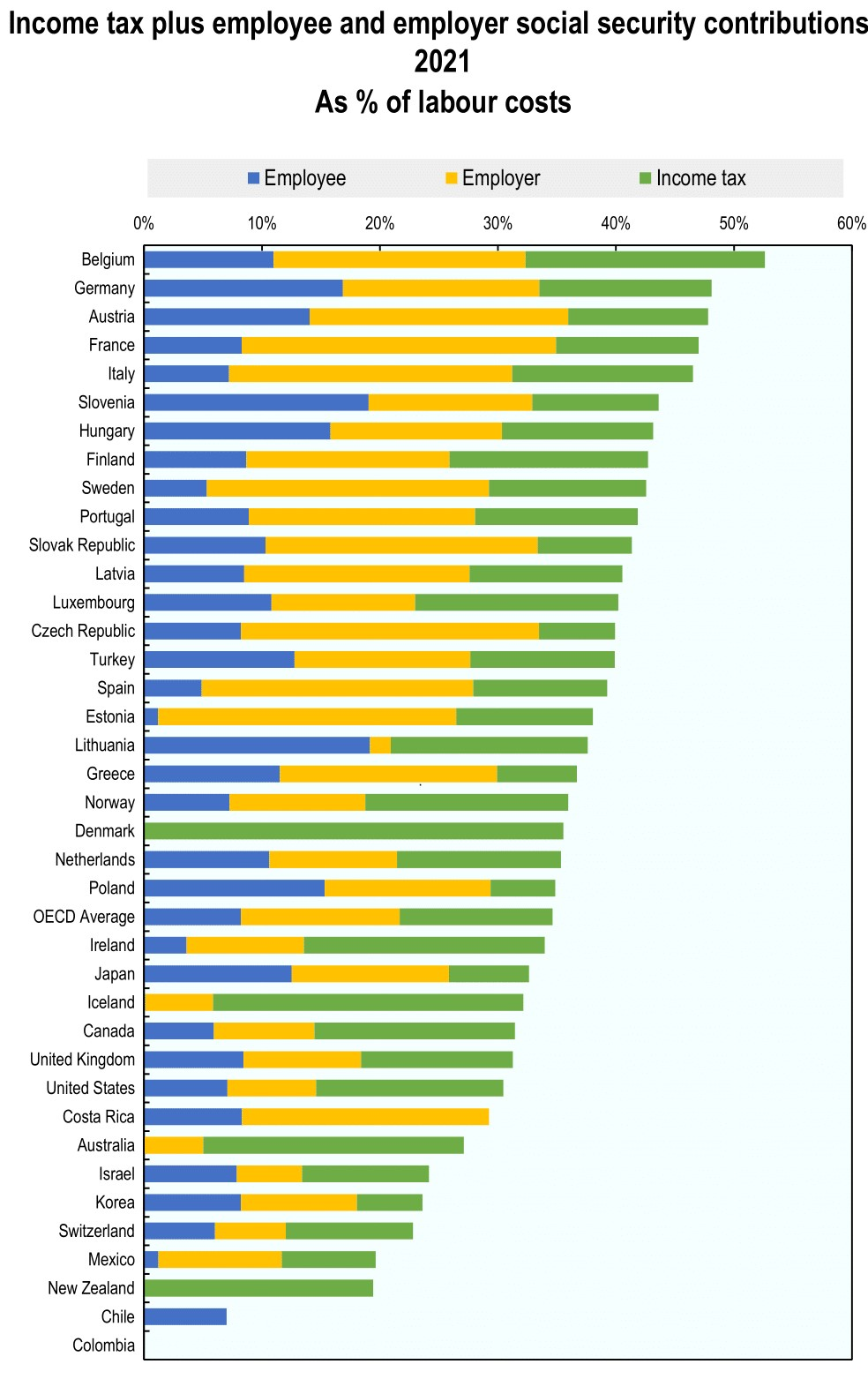
A bér- és jövedelemadó az OECD tagországokban, 2021-ben. (Magyarország (Hungary) a hetedik.)

1.Összehasonlító táblázat a munkavállalók által átlagosan éves szinten ledolgozott munkaórák számáról:
| Ország/Év                 | 2000 | 2001 | 2002 | 2003 | 2004 | 2005 | 2006 | 2007 | 2008 | 2009 | 2010 | 2011 |
| ------------------------- | ---- | ---- | ---- | ---- | ---- | ---- | ---- | ---- | ---- | ---- | ---- | ---- |
| Amerikai Egyesült Államok | 1836 | 1814 | 1810 | 1800 | 1802 | 1799 | 1800 | 1798 | 1792 | 1767 | 1778 | 1787 |
| Ausztrália                | 1776 | 1737 | 1731 | 1735 | 1733 | 1725 | 1715 | 1711 | 1716 | 1685 | 1687 | 1693 |
| Ausztria                  | 1727 | 1714 | 1710 | 1705 | 1714 | 1696 | 1673 | 1667 | 1648 | 1608 | 1599 | 1600 |
| Belgium                   | 1545 | 1577 | 1580 | 1575 | 1549 | 1565 | 1566 | 1560 | 1568 | 1550 | 1551 | 1577 |
| Chile                     | 2263 | 2242 | 2250 | 2235 | 2232 | 2157 | 2165 | 2128 | 2095 | 2074 | 2068 | 2047 |
| Csehország                | 1904 | 1827 | 1825 | 1815 | 1827 | 1827 | 1808 | 1793 | 1800 | 1764 | 1795 | 1774 |
| Dánia                     | 1581 | 1587 | 1579 | 1577 | 1579 | 1579 | 1586 | 1570 | 1570 | 1559 | 1560 | 1522 |
| Dél-Korea                 | 2512 | 2499 | 2464 | 2424 | 2392 | 2351 | 2346 | 2306 | 2246 | 2232 | 2193 |      |
| Egyesült Királyság        | 1700 | 1705 | 1684 | 1674 | 1674 | 1673 | 1669 | 1677 | 1659 | 1651 | 1652 | 1625 |
| Észtország                | 1987 | 1978 | 1983 | 1985 | 1996 | 2010 | 2001 | 1999 | 1969 | 1831 | 1879 | 1924 |
| Finnország                | 1751 | 1733 | 1726 | 1719 | 1723 | 1716 | 1709 | 1706 | 1688 | 1672 | 1684 | 1684 |
| Franciaország             | 1523 | 1514 | 1476 | 1473 | 1501 | 1495 | 1473 | 1485 | 1492 | 1472 | 1478 | 1476 |
| Görögország               | 2130 | 2131 | 2118 | 2112 | 2092 | 2095 | 2066 | 2038 | 2051 | 1995 | 2017 | 2032 |
| Hollandia                 | 1435 | 1424 | 1408 | 1401 | 1399 | 1393 | 1392 | 1388 | 1392 | 1384 | 1381 | 1379 |
| Írország                  | 1719 | 1713 | 1698 | 1671 | 1668 | 1654 | 1645 | 1634 | 1601 | 1541 | 1545 | 1543 |
| Izland                    | 1885 | 1847 | 1812 | 1811 | 1827 | 1818 | 1807 | 1783 | 1787 | 1706 | 1691 | 1732 |
| Izrael                    | –    | –    | –    | –    | 1905 | 1989 | 1887 | 1921 | 1898 | 1889 | 1888 | 1890 |
| Japán                     | 1821 | 1809 | 1798 | 1799 | 1787 | 1775 | 1784 | 1785 | 1771 | 1714 | 1733 | 1728 |
| Kanada                    | 1775 | 1768 | 1747 | 1736 | 1754 | 1739 | 1738 | 1738 | 1728 | 1700 | 1702 | 1702 |
| Lengyelország             | 1988 | 1974 | 1979 | 1984 | 1983 | 1994 | 1985 | 1976 | 1969 | 1948 | 1939 | 1937 |
| Luxemburg                 | 1683 | 1667 | 1656 | 1651 | 1607 | 1590 | 1601 | 1537 | 1577 | 1622 | 1636 | 1601 |
| Magyarország              | 2033 | 1997 | 2009 | 1981 | 1992 | 1992 | 1988 | 1983 | 1988 | 1969 | 1962 | 1980 |
| Mexikó                    | 2311 | 2285 | 2271 | 2277 | 2271 | 2281 | 2281 | 2262 | 2260 | 2253 | 2242 | 2250 |
| Németország               | 1471 | 1453 | 1441 | 1436 | 1436 | 1431 | 1424 | 1422 | 1422 | 1383 | 1408 | 1413 |
| Norvégia                  | 1455 | 1429 | 1414 | 1399 | 1417 | 1420 | 1414 | 1419 | 1423 | 1407 | 1414 | 1426 |
| Olaszország               | 1861 | 1843 | 1831 | 1826 | 1826 | 1819 | 1815 | 1816 | 1803 | 1771 | 1775 | 1774 |
| Oroszország               | 1982 | 1980 | 1982 | 1994 | 1994 | 1990 | 1999 | 2000 | 1997 | 1973 | 1976 | 1981 |
| Portugália                | 1791 | 1795 | 1793 | 1768 | 1790 | 1778 | 1784 | 1754 | 1772 | 1746 | 1742 | 1711 |
| Spanyolország             | 1731 | 1736 | 1734 | 1719 | 1704 | 1686 | 1673 | 1658 | 1663 | 1669 | 1674 | 1690 |
| Svájc                     | 1688 | 1650 | 1630 | 1643 | 1673 | 1654 | 1643 | 1633 | 1623 | 1617 | 1632 | –    |
| Svédország                | 1642 | 1618 | 1595 | 1582 | 1605 | 1605 | 1599 | 1618 | 1617 | 1602 | 1643 | 1644 |
| Szlovákia                 | 1816 | 1801 | 1754 | 1698 | 1742 | 1769 | 1774 | 1791 | 1793 | 1780 | 1807 | 1793 |
| Törökország               | 1937 | 1942 | 1943 | 1943 | 1918 | 1936 | 1944 | 1911 | 1900 | 1881 | 1877 | 1877 |
| Új-Zéland                 | 1828 | 1817 | 1817 | 1813 | 1828 | 1811 | 1788 | 1766 | 1750 | 1738 | 1758 | 1762 |
| OECD összesen:            | 1844 | 1829 | 1819 | 1812 | 1812 | 1807 | 1805 | 1799 | 1792 | 1766 | 1775 | 1776 |

A táblázatból megállapítható, hogy az első 5 ország ahol a legkevesebb munkaórát kellett átlagosan egy év alatt ledolgoznia a munkavállalóknak az:
- 1.) Hollandia (1379 munkaóra/2011)
- 2.) Németország (1413 munkaóra/2011)
- 3.) Norvégia (1426 munkaóra/2011)
- 4.) Franciaország (1476 munkaóra/2011)
- 5.) Dánia (1522 munkaóra/2011)

A legtöbb munkaórát kellett ledolgozni egy év alatt átlagban az alábbi országok munkavállalóinak:
- 1.) Mexikó (2250 munkaóra/2011)
- 2.) Chile (2047 munkaóra/2011)
- 3.) Görögország (2032 munkaóra/2011)
- 4.) Oroszország (1981 munkaóra/2011)
- 5.) Magyarország (1980 munkaóra/2011)